# Jean-François Paul de Gondi
Jean-François Paul de Gondi, Retz bíboros (Montmirail (Marne), 1613. szeptember 29. vagy 1613. szeptember 20. – Párizs, 1679. augusztus 24.) francia pap, a Párizsi főegyházmegye bíboros metropolita érseke, emlékiratíró és a Fronde agitátora.
(A firenzei bankár- és nemesi Gondi családot Medici Katalin hozta be Franciaországba; Katalin 1573-ban felajánlotta Jérome (Girolamo) de Gondinak a kastélyt, amelyet ő a Château de Saint-Cloud magjává tett; a párizsi Faubourg Saint-Germainben lévő szállása a következő generációban a Hôtel de Condé lett. A Gondiak nagy birtokokat szereztek Bretagne-ban, és a királyság legnemesebb házaival kerültek kapcsolatba.)

## Fiatalkora
Jean-François de Gondi, a későbbi Retz biboros az észak-franciaországi Brie tartományban, Montmirailben született, családjának harmadik fiaként, és Tallemant des Réaux szerint még születése napján máltai lovaggá ütötték. Második testvérének halála azonban az egyházzal való szorosabb kapcsolatra szánta. Családjának Retz-ága nagy egyházi befolyással rendelkezett, és bár a fiatal Jean-François-t nem nagyon vonzotta a papság, családja ragaszkodott hozzá, hogy csatlakozzon hozzá. Azt mondták, hogy nem rendelkezett katonához illő külsővel, mivel alacsony, rövidlátó, csúnya és esetlen volt.
Szent Vince de Paul nevelője volt, és a Sorbonne-on tanult. Tizennyolc éves korában megírta a Conjuration de Fiesque című kis történelmi esszét, melyre Agostino Mascardi olasz művei voltak hatással, és merészen célozgatott forradalmi elvekre.

## Családi háttere
Retz vagy Rais kerület Bretagne déli részén található, és több különböző család uralma alatt állt. Retzet mindig "Rais"-nak írták. A Retz-i báróság először a Retz-házhoz, majd a Chabot családhoz és a Laval családhoz tartozott. Gilles de Rais-t, aki Laval és Jeanne d'Arc fegyvertársa volt, örökös nélkül hunyt el, mivel kivégezték, így a báróság egymás után a Tournemine, Annebaut és Gondi családokra szállt át.
Retz 1581-ben hercegséggé vált, és Albert de Gondi lett az első herceg. Testvére, Pierre de Gondi 1570-ben párizsi püspök, 1587-ben pedig bíboros lett. Pierre-t unokaöccsei, Henri de Gondi (megh. 1622) és Jean-François de Gondi (megh. 1654) követték, akiknek a párizsi püspöki széket 1622-ben érsekséggé emelték. Őket végül Jean-Françoist aztán Pierre dédunokaöccse, Jean-François Paul de Gondi követte.

## Párizs érseke
Richelieu bíboros életében nem kapott jelentős előnyt. Még a miniszter halála után is, bár bemutatták XIII. Lajosnak és jól fogadták, nehezen jutott el a párizsi érsekség visszaszolgáltatásával járó koadjutori címhez. A király halála után azonban szinte azonnal, 1643 Mindenszentek estéjén Ausztriai Anna kinevezte őt az áhított posztra. Retz, aki egyes beszámolók szerint már korábban is összeesküvést szőtt Richelieu ellen, nekilátott, hogy a lehető legnagyobb politikai tőkét kovácsolja pozíciójából. Nagybátyja nagy visszavonultságban élt; Retz ezzel szemben fokozatosan igen nagy befolyásra tett szert a város lakossága körében. Ezt a befolyását fokozatosan Mazarin bíboros ellen fordította, ami hozzájárult a Fronde 1648 októberében bekövetkezett kitöréséhez.
A Fronde-hoz csatlakozó két párt közül Retz csak a párizsi polgárságra támaszkodhatott. Voltak spekulatív tendenciái a népszabadságok, sőt talán a republikanizmus mellett, de nem képviselt valódi politikai elvet, ami elkerülhetetlenül gyengítette pozícióját. Amikor a Fronde felbomlása bekövetkezett, pácban maradt, és nem egyszer saját pártja részéről is nem kis veszélyben volt. X. Ince pápa félreértése miatt azonban bíborossá avatták.
1652-ben letartóztatták és bebörtönözték, először Vincennes-ben, majd Nantes-ban; két év után megszökött, és beutazta Európát. Többször járt Rómában, és segített megválasztani VII Sándor pápát. Lajos 1662-ben újra kegyeibe fogadta, és többször felkérte, hogy hivatalosan is legyen római követe. Ahhoz, hogy ez a megbékélés megtörténhessen, lemondott a párizsi érsekségre való igényéről. Kinevezték St-Denis apátjává, és a hátralékok kifizetésével visszakapta egyéb jótéteményeit is.

## Későbbi élete
Életének utolsó tizenhét évét részben diplomáciai kötelezettségeinek teljesítésével töltötte (az 1667-es és 1669-es pápai konklávékon ismét Rómában tartózkodott), részben Párizsban, részben cornmercyi birtokán, de leginkább a lotaringiai Saint-Mihielben. Adósságai óriásiak voltak, és 1675-ben húszezer livre kivételével minden jövedelmét hitelezőinek adta. Párizsban halt meg 1679. augusztus 24-én. Ezekben az utolsó években levelezett Madame de Sévignéval, aki rokona volt házassága révén.

## Írásai
Életének utolsó tíz évében megírta Emlékiratait, amelyek egészen az 1655-ös évig terjednek. Ezek elbeszélés formájában egy ismeretlen hölgynek szólnak, bár személyazonosságát illetően születtek találgatások, sőt egyesek magát Madame de Sévigné-t is feltételezik. id. Alexandre Dumas, père a Vingt ans après című művéhez nagymértékben támaszkodott az Emlékiratokra. Ezeken az emlékiratokon és a Conjuration de Fiesque ifjúkori esszéjén kívül diplomáciai iratokat, prédikációkat, Mazarinadákat és levelezést hagyott hátra.
Retz és François de La Rochefoucauld, a Frondeurs legnagyobb irodalmi zsenije, személyes és politikai ellenségek voltak, és mindegyikük portrét hagyott hátra a másikról. De la Rochefoucauld így írt Retzről: "Il a suscité les plus grands désordres dans l'état sans avoir un dessein formé de s'en prévaloir". (A legnagyobb rendetlenséget szította az államban, anélkül, hogy világos terve lett volna arra, hogyan nyerjen belőle).
Retz bíboros emlékiratai igen tökéletlen állapotban először 1717-ben jelentek meg. Az első kielégítő kiadás Joseph François Michaud és Jean Joseph François Poujoulat gyűjteményének huszonnegyedik kötetében jelent meg 1836-ban, Párizsban. Műveinek teljes kiadását 1870-ben Alphonse Feillet kezdte meg a Grands Ecrivains gyűjteményében.

## Fordítás
- Ez a szócikk részben vagy egészben  a   Jean François Paul de Gondi című angol Wikipédia-szócikk fordításán alapul.  Az eredeti cikk szerkesztőit annak laptörténete sorolja fel. Ez a jelzés csupán a megfogalmazás eredetét és a szerzői jogokat jelzi, nem szolgál a cikkben szereplő információk forrásmegjelöléseként.